# لوران دوس سانتوس
لوران دوس سانتوس (انگلیسی: Laurent Dos Santos؛ زادهٔ ۲۱ سپتامبر ۱۹۹۳) بازیکن فوتبال اهل فرانسه است. او هم‌اکنون به عنوان هافبک برای باشگاه Villefranche بازی می‌کند.
از باشگاه‌هایی که در آن بازی کرده‌است می‌توان به باشگاه فوتبال گنگام اشاره کرد.